# Pallacanestro Mantova
La Pallacanestro Mantova è una società di pallacanestro maschile della città di Mantova. Nota fino al 2013 come Pallacanestro Primavera Mirandola e poi come Pallacanestro Mantovana, dalla stagione 2014-15 ha disputato la Serie A2 fino al termine della stagione 2022-23, culminata con la cessione del titolo sportivo. Fino al 2023 gioca le partite casalinghe presso la Grana Padano Arena di Mantova, poi dal nuovo campionato di Serie C 2023-24 le partite casalinghe vengono disputate alla Tea Arena di Curtatone.
La squadra è anche nota come "Stings" (ossia "pungiglioni"), in quanto la vespa è lo storico simbolo societario. Nel 2018 inizia la collaborazione con Pompea Spa, importante azienda e brand mantovano, leader nazionale e internazionale del settore calzetteria e intimo, già in passato vicina al basket con importanti collaborazioni, ritorna come marchio storico della pallacanestro italiana e diventa il main sponsor ufficiale del team per la stagione sportiva 2018-19. La partnership tra Pompea e Stings continua anche per la stagione 2019-20. Dal campionato 2020-21 fino al campionato 2022-23 il main sponsor è Staff S.p.a. – Agenzia per il lavoro.
I SCT 2014, fondati il 23 marzo 2014, sono l'unico gruppo organizzato di ultras al seguito della squadra mantovana.

## Storia
Nel 2004 dalla collaborazione fra la Pallacanestro Mirandola e la Polisportiva Poggese Basket nasce l'A.D. Pallacanestro Primavera Mirandola. Nel tempo la società riesce a tessere una serie di relazioni di collaborazione con diverse realtà locali (Basket Moglia, Pallacanestro Quistello, Basket Ostiglia, Basket Sustinente, Basket Medolla e la Pol. Pico Mirandola) che creano le basi nel 2010-11 per la promozione in serie B Dilettanti.
L'anno successivo centra la promozione in Divisione Nazionale A FIP 2012-13, dopo aver sconfitto nel girone finale di spareggio del campionato di Divisione Nazionale B la Calligaris Corno di Rosazzo e la Viola Reggio Calabria.
La squadra retrocede al termine della stagione, ma viene ripescata per la nuova DNA Silver 2013-14. Prima dell'inizio della nuova stagione viene mutata la denominazione sociale in "Pallacanestro Mantovana s.s.d.a r.l.".
Al termine della stagione di DNA Silver 2013-14 la squadra arriva seconda in campionato e, grazie ad uno straordinario cammino nei play-off, viene promossa in Divisione Nazionale A Gold.
La stagione 2014-15 il team biancorosso, guidato da coach Morea, non aggancia per due punti i play-off dopo una battaglia durata fino all’ultima giornata di campionato. Comunque positiva per la Dinamica Generale Mantova alla prima vera e propria esperienza in Serie A2 chiusa con la nona posizione.
La stagione 2015-16 gli Stings si consolidano nel secondo campionato nazionale. Dopo aver raggiunto la finale di Coppa Italia di A2 a Rimini, poi persa contro Scafati, chiudono al 3º posto la stagione regolare nel girone Est di A2. Nei play-off i biancorossi escono al primo turno contro Agrigento.
Nel 2016-17, guidati da Alberto Martelossi, concludono la stagione regolare al settimo posto del girone Est, qualificandosi ai play-off dove vengono eliminati al primo turno per 3 a 2 da Tortona.
Nella stagione 2017-18 la Pallacanestro Mantovana chiude la stagione regolare piazzandosi all'11º posto nel girone Est di A2 Old Wild West.
La stagione 2018-19, iniziata con coach Alberto Seravalli e successivamente con Alessandro Finelli, vede gli Stings tornare ai play-off concludendo la stagione regolare al 7º posto. Viene eliminata 3-2 da Bergamo Basket 2014 al primo turno dopo una equilibratissima serie.
Il campionato 2019-20 viene bloccato e definitivamente sospeso dopo 25 giornate a causa della pandemia di COVID-19. La formazione biancorossa chiude al 5º posto con la bella vittoria, nell'ultima gara disputata, sul parquet imbattuto della capolista Ravenna. La stagione 2020-21 vede la formazione biancorossa qualificarsi ai play-off e uscire al primo turno contro la Reale Mutua Torino. 
Nel campionato 2021-22, i virgiliani chiudono la stagione regolare al 7º posto del girone verde ed escono al primo turno dei play-off perdendo 3-2 la serie con Verona.
Al termine della regular season della stagione 2022-23, il 10º posto nel proprio girone costringe la squadra a dover disputare un girone salvezza che a sua volta si conclude con la necessità di dover passare dai play-out. La serie di spareggi contro la Cestistica San Severo premia Mantova, che si impone nelle prime due gare casalinghe e in gara 4 in trasferta, centrando così la salvezza a discapito dei pugliesi.
Il 23 giugno 2023, tuttavia, la società comunica di aver ceduto il titolo sportivo di Serie A2 alla Real Sebastiani Rieti. Il successivo 31 luglio viene annunciato l'inizio di un nuovo progetto sportivo e la ripartenza dalla Serie C grazie alla collaborazione con la società mantovana JBC Curtatone, come dimostra anche la nuova denominazione JBStings. Il 22 giugno 2024 la formazione mantovana batte 60-55 la Bocconi Milano e viene promossa in Serie B Interregionale.

## Roster 2022-2023
Aggiornato al 4 giugno 2023.
|    | Naz.                                   | Ruolo | Sportivo          | Anno | Alt. | Peso |  |
| -- | -------------------------------------- | ----- | ----------------- | ---- | ---- | ---- |  |
| 0  | Senegal (bandiera) · Italia (bandiera) | G     | Moustapha Lo      | 2003 | 190  | 75   |  |
| 3  | Italia (bandiera)                      | G     | Martino Criconia  | 1998 | 196  | 83   |  |
| 7  | Italia (bandiera)                      | C     | Antonio Iannuzzi  | 1991 | 207  | 103  |  |
| 8  | Italia (bandiera)                      | GA    | Giovanni Veronesi | 1998 | 198  | 98   |  |
| 14 | Georgia (bandiera) · Italia (bandiera) | A     | Giga Janelidze    | 1995 | 201  | 96   |  |
| 16 | Italia (bandiera)                      | GA    | Riccardo Cortese  | 1986 | 197  | 95   |  |
| 27 | Serbia (bandiera) · Italia (bandiera)  | A     | Lazar Vukobrat    | 2003 | 203  | 90   |  |
| 28 | Stati Uniti (bandiera)                 | AG    | LaQuinton Ross    | 1991 | 203  | 100  |  |
| 29 | Italia (bandiera)                      | C     | Lorenzo Guerrieri | 2002 | 213  | 94   |  |
| 31 | Italia (bandiera)                      | PG    | Andrea Calzavara  | 2001 | 195  | 86   |  |
| 73 | Stati Uniti (bandiera)                 | PG    | Keshun Sherrill   | 1994 | 183  | 83   |  |

## Organigramma societario
Presidente: Angelo Pinzi
Vice presidente: Guido Rutilli 
Allenatore: Pablo Romero
Vice allenatore: Nacho Ochoa 
Dirigente: Edoardo Beduschi